# Fuzúli
Fuzúli (oszmán-törökül فضولي Fuzûlî, eredeti nevén Muhammad bin Szulejmán, 1483?–1556) 16. századi, azerbajdzsáni származású oszmán-török költő, a diván-költészet egyik legismertebb alakja, aki az azeri török mellett perzsául, oszmán-törökül és arabul is írt. Legfontosabb műve a Diván (Dîvân-ı Fuzûlî), melyben 258 gazal szerepel, illetve az ősi muszlim legendát feldolgozó Lejla és Medzsnun. Gyakorta írt az ópium élvezetéről. Bagdadban élt, és bár amikor I. Szulejmán bevette Bagdad városát, az oszmánok szolgálatába állt, sohasem vált belőle udvari költő, ami miatt panaszlevelet is írt. Életéről szinte semmit nem tudni. Költészete egészen a 19. század végéig sok török költőt és írót megihletett. 1556-ban halt meg egy nagyobb pestisjárvány idején, Karbalā városában.
Fuzúli a főszereplője İskender Pala Magyarországon is megjelent Halál Babilonban, szerelem Isztambulban című regényének.

## Válogatott művek

### Azerbajdzsáni törökül
- Dîvân (Válogatott versek)
- Beng ü Bâde (بنگ و باده; Ópium és bor)
- Hadîkat üs-Süedâ (حديقت السعداء; A gyönyörök kertje)
- Dâstân-ı Leylî vü Mecnûn (داستان ليلى و مجنون; Lejla és Medzsnun)
- Risâle-i Muammeyât (رسال ﻤﻌﻤيات; Értekezés a találós kérdésekről)
- Şikâyetnâme (شکايت نامه; Panasz)

### Perzsául

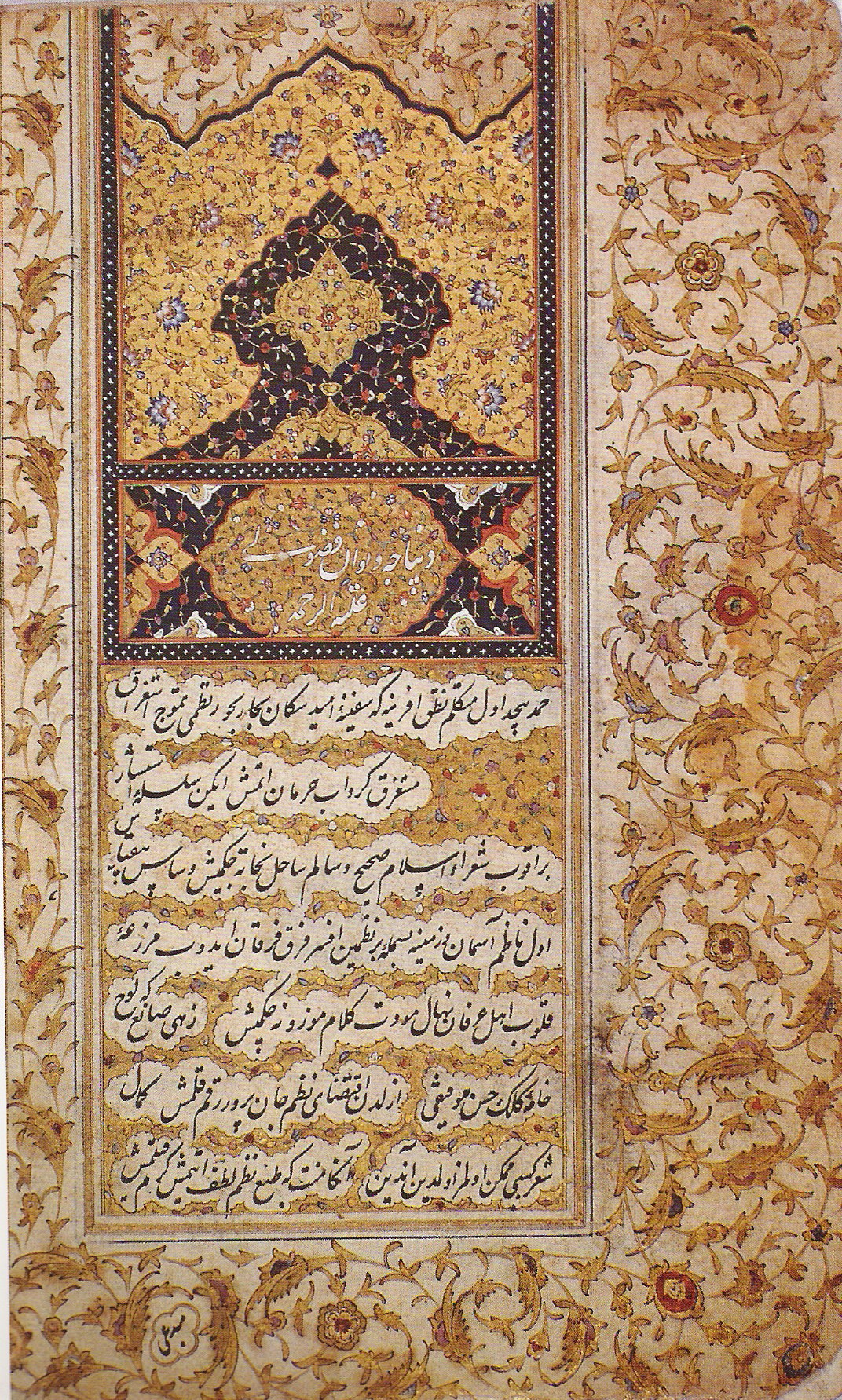
A Diván egyik oldala

- Dîvân (Válogatott versek)
- Anîs ol-qalb (انیس القلب)
- Haft Jâm (هفت جام)
- Rend va Zâhed (رند و زاهد)
- Resâle-e Muammeyât (رسال ﻤﻌﻤيات)
- Sehhat o Ma'ruz (صحت و معروض)

### Arabul
- Díván
- Matla al-Itikád (مطلع الاﻋﺘﻘﺎد; A hit születése)

## Magyarul
- Az iszlám szent mártírjainak rózsakertje; ford. Adorján Imre; Akaprint, Bp., 2011
- A fű és a bor vitája; ford., sajtó alá rend., utószó Péri Benedek; MTA Könyvtár és Információs Központ–Jaffa, Bp., 2016 (Lichniae)